# Gare de Larche
Gare de Larche – przystanek kolejowy w Larche, w departamencie Corrèze, w regionie Nowa Akwitania, we Francji. 
Przystanek jest zarządzany przez Société nationale des chemins de fer français (SNCF) i jest obsługiwany przez pociągi TER Aquitaine.

## Położenie
Znajduje się na wysokości 99 m n.p.m., na km 138,092 Coutras – Tulle, pomiędzy stacjami La Rivière-de-Mansac i Brive-la-Gaillarde. 

## Linie kolejowe
- Linia Coutras – Tulle